# Эфиопский парантроп
Эфиопский парантроп (лат. Paranthropus aethiopicus) — ископаемый вид рода парантропов («массивных австралопитеков»), обитавший в Восточной Африке около 2,7 — 2,3 миллионов лет назад. Это наиболее древний из парантропов, известных науке.

## Название
Русское видовое название является переводом международного научного названия Paranthropus aethiopicus, которое связано с тем, что данный вид был описан по останкам, найденным на территории Эфиопии.
Эфиопского парантропа не следует путать с другим таксоном, имеющим сходное название, — Australopithecus africanus aethiopicus. Это подвидовое название было предложено Ф. В. Тобайасом в 1980 году для австралопитеков из местонахождения Хадар (район Афар, Эфиопия), а в 1985 году Т. Р. Олсон рассматривал данную группу как самостоятельный вид Homo (Australopithecus) aethiopicus. В настоящее время эти хадарские находки обычно классифицируются не как самостоятельный вид или подвид, а как представители афарского австралопитека.

## История изучения
Первая находка, относимая к данному виду, — это обломок нижней челюсти, обнаруженный в 1967 году в долине реки Омо в Эфиопии и получивший номер Omo 18-1967-18. В 1968 году французские исследователи К. Арамбур и И. Коппенс описали данный фрагмент как относящийся к новому роду и виду Paraustralopithecus aethiopicus Arambourg et Coppens, 1968, однако эти род и вид не получили признания среди антропологов.
В 1985 году Аланом Уокером у озера Туркана в Кении был найден относительно полный череп без нижней челюсти. Он был обнаружен под слоем вулканического туфа, имевшего датировку около 2,5 млн лет. Этой новой находке был присвоен номер KNM-WT 17000, среди антропологов она известна также как «чёрный череп» (англ. Black Skull). В том же районе в близких по возрасту отложениях был обнаружен и крупный фрагмент нижней челюсти KNM-WT 16005.

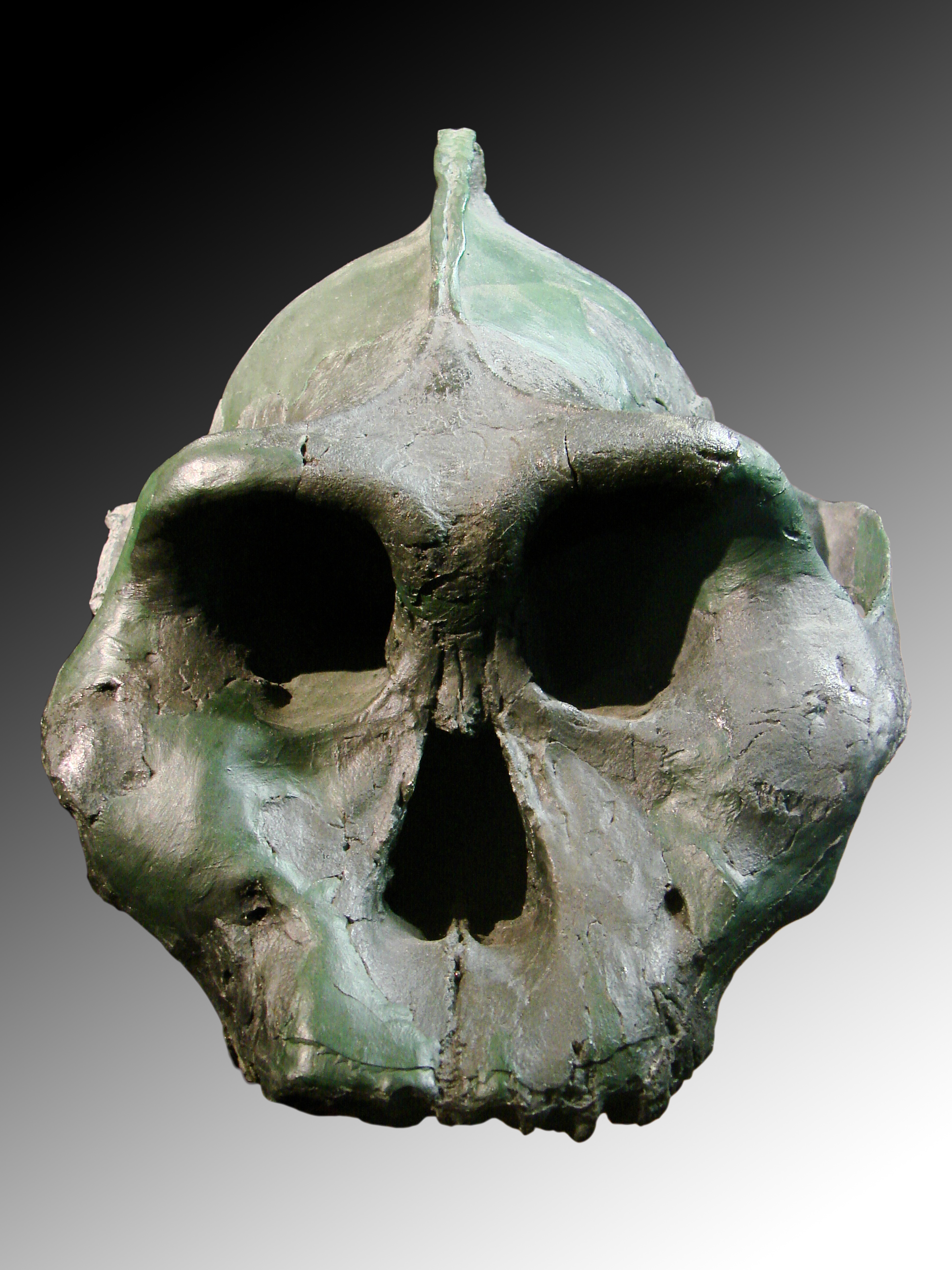
Муляж «чёрного черепа» KNM-WT 17000, вид спереди

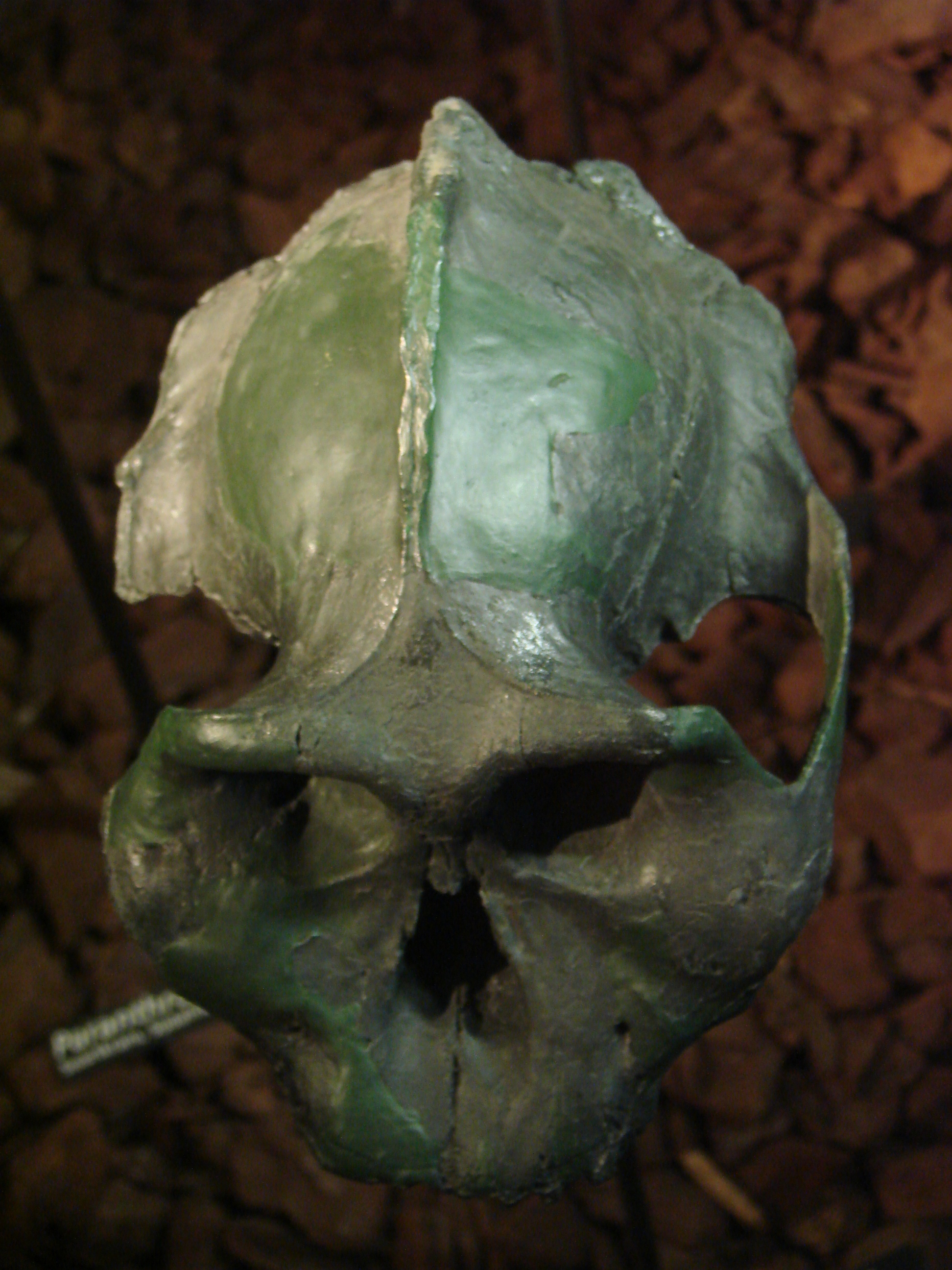
Муляж «чёрного черепа» KNM-WT 17000, вид сверху

В 1986 году А. Уокер, Р. Лики, Дж. Харрис и Ф. Браун опубликовали совместную статью, посвящённую этим двум находкам. Сравнив «чёрный череп» с другими ископаемыми останками, эти исследователи пришли к выводу, что он скорее всего принадлежал Australopithecus boisei — одному из видов «массивных австралопитеков» (сейчас его обычно называют Paranthropus boisei), а некоторые отличия в строении объясняли внутривидовой изменчивостью или тем, что это древний и примитивный представитель данного вида. Тем не менее, авторы статьи допускали, что в дальнейшем выяснится, что череп принадлежал представителю другого, более древнего вида. В этом случае, по их мнению, к этому древнему виду должны быть отнесены и некоторые другие образцы такого же геологического возраста из того же региона, в том числе и обломок челюсти, описанный французами в 1968 году. С точки зрения А. Уокера и его соавторов, данный вид в случае его выделения следовало отнести к роду австралопитеков (Australopithecus) и, сохраняя видовое название, данное французскими исследователями, он должен называться Australopithecus aethiopicus.
Однако, не все исследователи согласились с утверждением, что череп относится к виду Australopithecus boisei либо Australopithecus aethiopicus. В 1989 году Уолтер Фергюсон описал эту находку как представителя нового вида Australopithecus walkeri Ferguson, 1989.
Несмотря на то, что некоторые специалисты поддержали позицию У. Фергюсона, всеобщего признания она не получила. В настоящее время «массивные австралопитеки» как правило выделяются в самостоятельный род парантропов (Paranthropus). При этом наиболее древние их представители из Восточной Африки обычно рассматриваются как отдельный вид Paranthropus aethiopicus. Это название чаще всего ассоциируется с «чёрным черепом», несмотря на то, что челюсть Omo 18-1967-18 остаётся типовым экземпляром, за которым данное видовое название официально закреплено.

## Строение
Черепная коробка маленького размера, низкая, вытянутая в длину и расширяющаяся книзу. У взрослых самцов очень сильно развит сагиттальный гребень, служивший для крепления мощных жевательных мышц. Надбровный валик относительно тонкий. Строение височной кости близко к таковому у парантропа Бойса. Основание черепа плоское, а затылочное отверстие смещено назад, что можно расценивать как примитивные признаки. Сосцевидные отростки крупные.
Кости лица массивные, лицо очень широкое, его центральная часть вогнута, а боковые края выступают вперёд. Вертикальная профилировка лица очень сильная с очень сильным альвеолярным прогнатизмом. Верхняя челюсть массивная, уплощённая спереди, сильно выступает вперёд. Нёбо большое, массивное, плоское.
Нижняя челюсть массивная, с очень широкой зубной дугой, сильно расходящейся назад.
Коренные зубы очень большие, а предкоренные, клыки и особенно резцы относительно менее крупные. На верхней челюсти имеется диастема — промежуток между резцами и клыками, что является ещё одним примитивным признаком.
Мозг очень маленький, объём черепной коробки «чёрного черепа» составляет всего лишь около 410 см3. По форме и соотношению размеров отделов мозга парантроп эфиопский близок к современным человекообразным обезьянам.
О строении остальных частей скелета практически ничего достоверно неизвестно. Возможно, к этому виду относится бедренная кость KNM-WT 16002, найденная в том же районе, что и «чёрный череп», но несколько более древняя. Её размеры — средние для австралопитеков.

## Распространение и среда обитания
Ископаемые останки, относимые к данному виду, встречаются в Восточной Африке в отложениях с датировками от 2,33 до 2,75 млн лет. Они найдены в окрестностях озера Туркана и впадающей в него реки Омо, а также в местонахождении Лаэтоли в Танзании. Среда обитания парантропа эфиопского обычно реконструируется по сопутствующей ископаемой фауне как достаточно влажные луга, лесостепь или редколесье вблизи постоянных водоёмов.

## Эволюционные связи
По некоторым особенностям строения эфиопский парантроп близок к афарскому австралопитеку, который возможно является его предком. В свою очередь, весьма вероятно, что эфиопский парантроп является предком более позднего восточноафриканского вида парантропов — парантропа Бойса.
Возможные родственные связи с третьим видом парантропов — южноафриканским Paranthropus robustus — не вполне ясны. Некоторые исследователи полагают, что он может являться ещё одним потомком эфиопского парантропа, но есть аргументы и в пользу его независимого от прочих парантропов происхождения (в таком случае род Paranthropus оказывается полифилетическим).